# Yeşilyazı, Sulakyurt
Yeşilyazı là một xã thuộc huyện Sulakyurt, tỉnh Kırıkkale, Thổ Nhĩ Kỳ. Dân số thời điểm năm 2010 là 177 người.